# 印度陆军元帅
元帥是印度陸軍的最高軍銜，自1947年印度獨立以來只有兩名將軍獲得元帥的軍銜，第一位是時任陸軍參謀長萨姆·马内克肖，於1973年獲得，因為他在1971年印巴戰爭時表現良好；第二位則是科丹德拉·马达帕·卡里亚帕将军，於1986年獲得。
还有一位印度空军 (IAF)元帅阿尔琼·辛格（Arjan Singh）。2002年因为对印度空军建设的贡献和1965年印巴战争的军功而获得。